# بدون تو (ترانه آویچی)
«بدون تو» ترانه‌ای از دی‌جی سوئدی آویچی با همراهی آوایی خواننده سوئدی ساندرو کاوازا است. این آهنگ در ۱۱ اوت ۲۰۱۷ به عنوان تک‌آهنگ آغازین از آلبوم آویچی (۰۱) منتشر شد. «بدون تو» هفتمین تک‌آهنگ از آویچی است که به رتبه یک چارت‌های موسیقی سوئد پس از انتشار در سال ۲۰۱۷ و همچنین پس از مرگ او در ماه آوریل سال ۲۰۱۸ می‌رسد.
در ۱۳ اکتبر ۲۰۱۷، آلبوم رسمی ریمیکس‌های این ترانه منتشر شد که شامل ریمیکس‌هایی از اوتو نوز، مرک و کرمونت، راب آدنز و همچنین برندگان مسابقه ریمیکس او یعنی نوترِدام و توکیما توکیو بود.
این آهنگ در تریلرها و کمپین تبلیغاتی انیمیشن اسکوب! استفاده شد.
سارا دان فاینر کاور این آهنگ را در ۴ فوریه ۲۰۲۱ منتشر کرد.

## پس زمینه و بازخورد
"بدون تو" ترانه آغازین اجرای آویچی در جشنواره موسیقی اولترا ۲۰۱۶ بود. پس از این، این ترانه به‌طور بسیار فراگیری در سراسر جهان در سال ۲۰۱۶ مورد توجه قرار گرفت. سرانجام نسخه استودیویی این آهنگ به صورت دیجیتال در ۱۱ اوت ۲۰۱۷ منتشر شد.
یک منتقد دربارهٔ این ترانه گفت: "بدون تو" یادآور همان سبک آویچی قدیم است که می‌شناختیم. ملودی‌های آرام و سرخوش آور با استفاده از سیم‌های سنگین گیتاری و یک دراپ پراگرسیو هاوس سرخوشانه که کاملاً برای صحنه اصلی اجرا ساخته شده‌است. متن آهنگی ساده دلانه و تسلسل آکوردی که باعث می‌شود شما از اولین ثانیه تا آخرین ثانیه آهنگ لبخند بر دهان داشته باشید – این بهترین نسخه آویچی است.»

## لیست آهنگ‌ها
ریمیکس‌ها
1. «بدون تو» (ریمیکس اوتو نوز) - ۳:۳۳
2. «بدون تو» (ریمیکس مرک و کرمونت) - ۴:۲۰
3. «بدون تو» (ریمیکس نوترِدام) - ۴:۰۵
4. «بدون تو» (ریمیکس توکیما توکیو) - ۳:۱۱
5. «بدون تو» (ریمیکس راب آدانز) - ۳:۰۴
6. «بدون تو» (ریمیکس راب آدانز) - ۴:۱۷